# لطفعلی معدل شیرازی
لطفعلی خان معدل‌السلطنه (زاده ۱۲۷۷ در شیراز - درگذشته ۸ اسفند ۱۳۳۶ در تهران) از مالکان بزرگ فارس، نویسنده، شهردار و نماینده مجلس شورای ملی بود.

## خانواده و تحصیلات
لطفعلی خان از خاندان فئودالی معروف معدل بود. پدرش میرزا آقا خان اسعدالملک و مادرش ضیاءالشمس زینت‌السلطنه، دختر محمد خان معدل‌الملک بود. در شیراز و تهران تحصیل کرد و در اروپا ادامه تحصیل داد. پس از بازگشت به شیراز به کارهای سیاسی، اجتماعی و ادبی مشغول و در سال ۱۳۱۰ به سمت شهردار شیراز منصوب شد و در عمران و آبادی شهر کوشش زیادی کرد و مورد توجه مردم شد.

## فعالیت سیاسی
معدل در سال ۱۳۱۱ به نمایندگی جهرم در مجلس شورای ملی انتخاب شد (دوره نهم) اما تنها در سال اول این دوره (تا پایان ۱۳۱۲) در مجلس حضور یافت. در پنج دوره بعد نیز نماینده جهرم بود. او در سراسر این دوران از نمایندگان کم‌کار مجلس بود و حضور چندانی در جلسات نداشت. در آغاز دوره سیزدهم جواد ارکانی نماینده اهواز به اعتراض برخاست و گفت: «ایشان پنج دوره است نماینده هستند و در این پنج دوره پنج روز هم مرتب در مجلس نبوده‌اند. اگر وکیل هستند بیایند به مجلس و اگر نیستند، باید استعفا بدهند دیگری از جهرم وکیل شود و بیاید». اقبال‌السلطان در دفاع از معدل پاسخ داد: «آقای معدل از نمایندگان بسیار خوب و برازنده ما هستند. اگر در گذشته مرخصی‌های بیشتری داشته‌اند و در محل بوده‌اند، به طوری که بنده اطلاع دارم یک قسمت بیشترش برای ترتیب امور محلی بوده و در آنجا خدمت‌گذاری داشته و انجام وظیفه می‌نموده‌اند».
در دوره پانزدهم مجلس شورای ملی، معدل به نمایندگی انتخاب نشد. او به کار مطبوعاتی روی آورد و از دوستان محمد مسعود روزنامه‌نگار جنجالی بود اما با او اختلاف پیدا کرد. عبدالقدیر آزاد روزنامه‌نگار و نماینده تهران بعدها ادعا کرد اسنادی در دست دارد که نشان می‌دهد معدل در قتل محمد مسعود داشته‌است.
معدل در سال ۱۳۲۷ در دولت عبدالحسین هژیر به سمت معاون پارلمانی نخست‌وزیر منصوب و در ۲۲ تیر آن سال با این سمت به مجلس معرفی شد اما پس از دو ماه کناره‌گیری کرد. در فروردین۱۳۲۸ به عنوان نماینده شیراز در مجلس مؤسسان دوم حضور یافت. در همین سال در دوره شانزدهم قانون‌گذاری به نمایندگی شیراز در مجلس شورای ملی انتخاب شد.

## فعالیت ادبی
پس از پایان دوره شانزدهم مجلس، معدل از سیاست کناره گرفت و انجمنی ادبی به نام شبهای شیراز به راه انداخت که عصرهای پنجشنبه در خانه‌اش تشکیل می‌شد و شاعران و نویسندگان و هنرمندان تراز اول در آن شرکت می‌کردند، همچون: روحانی وصال، مهدی حمیدی، عزیز شیرازی، مظاهر مصفا، لطفعلی صورتگر، علی اصغر حکمت، شین پرتو، مینوچهر، نورانی وصال، حسنعلی حکمت (بخرد)، علی صارمی، حسن فصیحی، فخرالدین مزارعی، کاظم پزشکی، حبیب‌الله ذوالقدر، افقه، محمود عرفان. او سال‌ها ریاست انجمن نویسندگان و روزنامه‌نگاران فارس را بر عهده داشت و مقالات اجتماعی‌اش در روزنامه پارس (چاپ شیراز) و مجله تهران مصور (با امضاء یا بی امضاء) چاپ می‌شد. مجموعه مقالات و مکاتباتش را برادرش محمدعلی معدل به چاپ رسانیده‌است.

## درگذشت
معدل در ۸ اسفند ۱۳۳۶ در گذشت و پیکرش را به وادی‌السلام نجف برده، در آرامگاه خانوادگی به خاک سپردند. عده زیادی از شاعران پس از مرگش اشعاری در رثای او سرودند. مظاهر مصفا استاد دانشگاه تهران در سال‌مرگ معدل، مجموعه‌ای به نام شبهای شیراز در ۷۴ صفحه انتشار داد که در آن اشعاری را که در مواقع مختلف برای معدل گفته یا در آن انجمن خوانده بودند، درج کرده‌است.

## نگارخانه

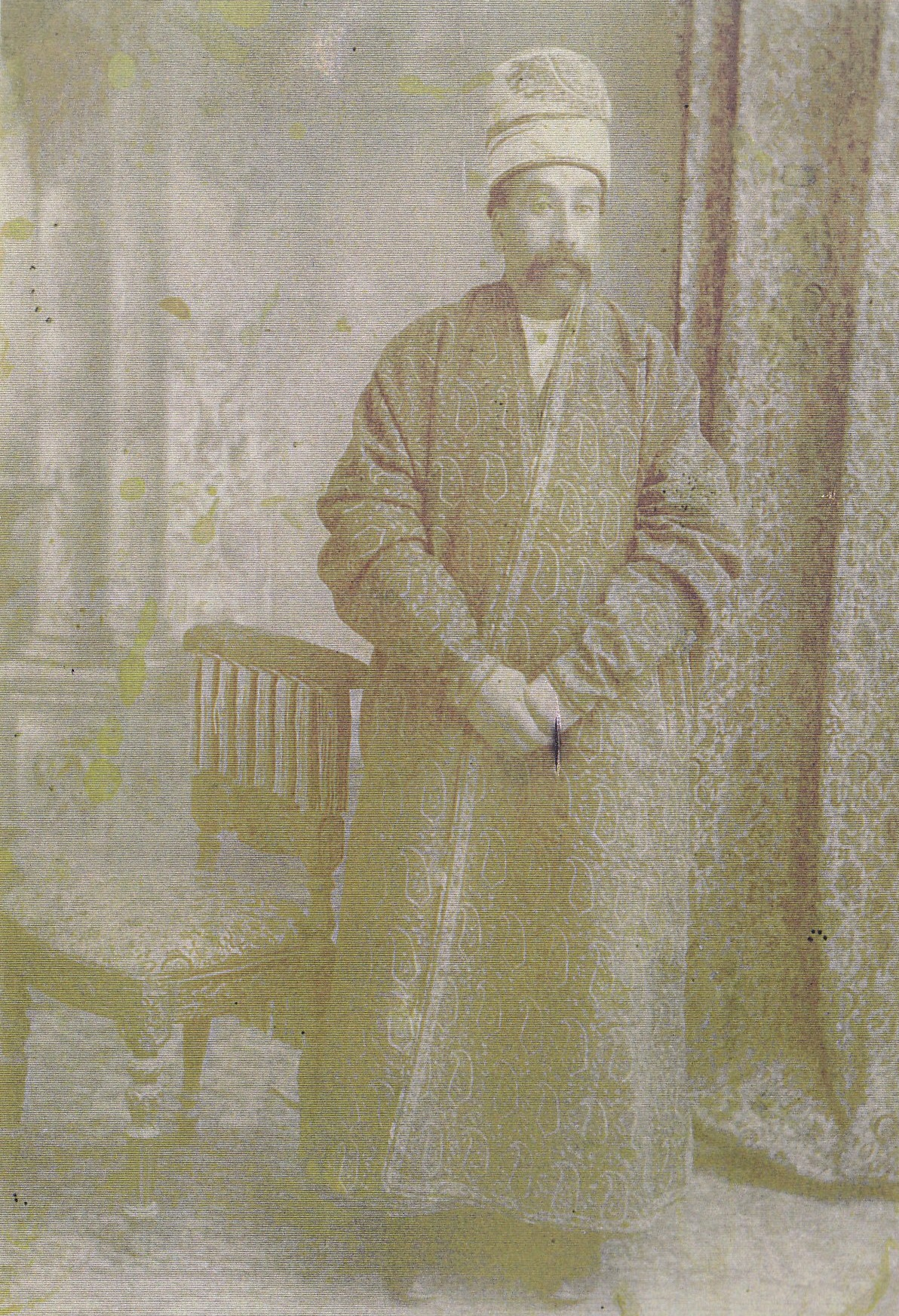
حاج میرزا آقا اسعدالملک (پدر لطفعلی خان معدل)
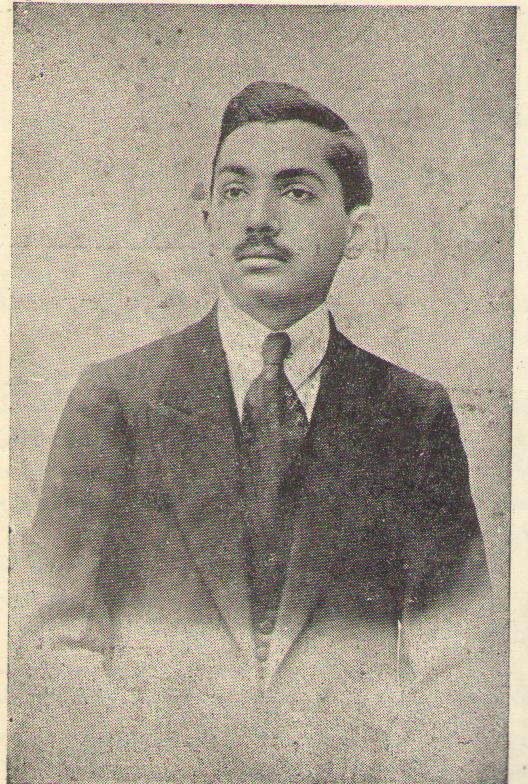
لطفعلی‌خان معدل‌السلطنه در عنفوان جوانی
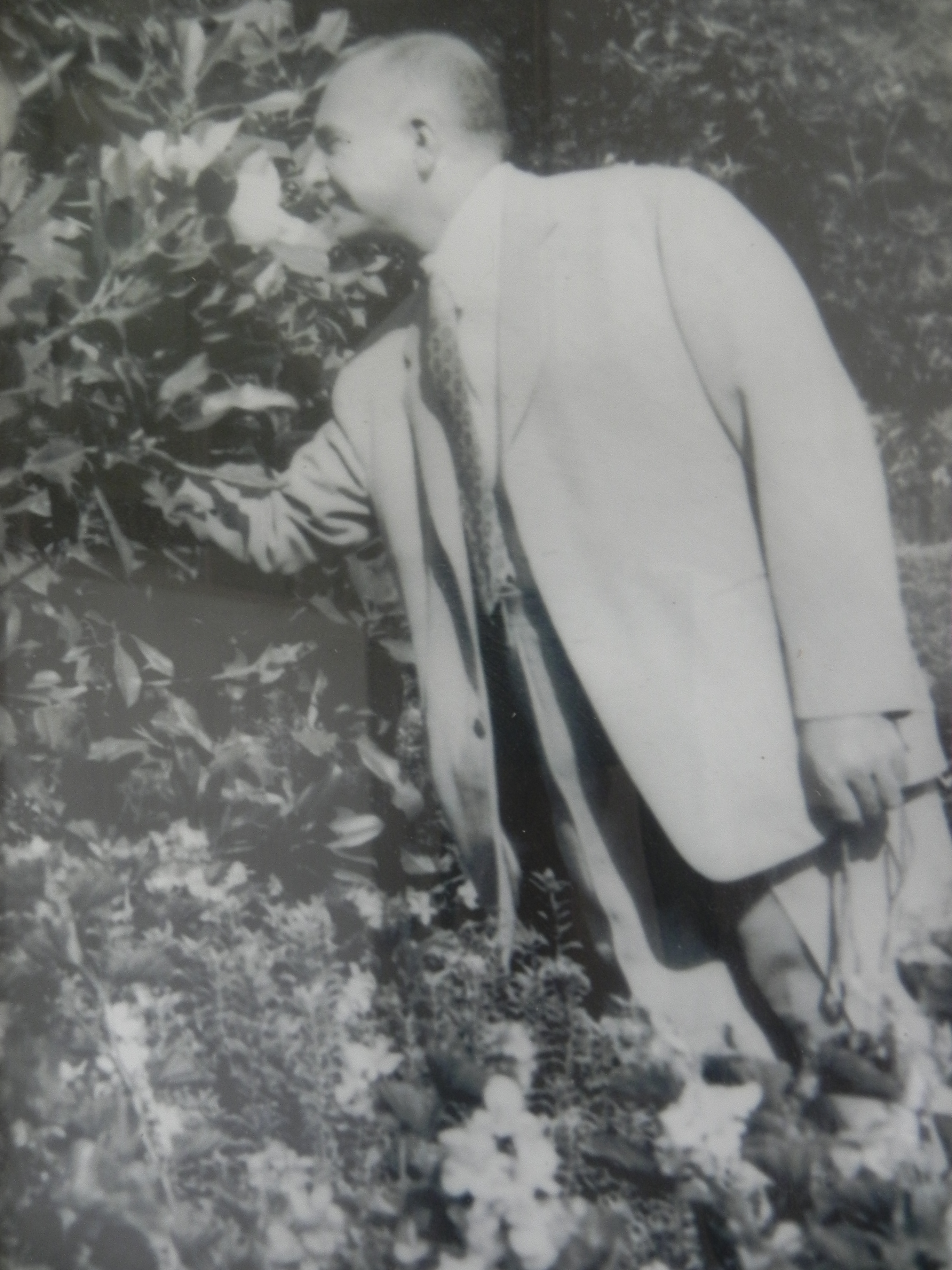
لطفعلی‌خان معدل‌السلطنه
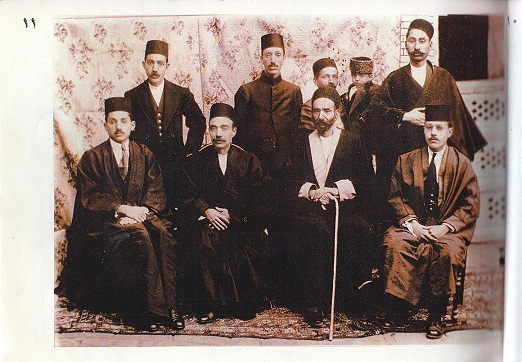
ایستاده از راست: مرتضی خالدی-جمشید خان معدلی بغل سید حسن نوکر-میرزا حبیب‌الله خان معدلی-حسین خان معدلی. نشسته از راست: حسن (آزاد) معدلی-میرزا زین العابدین اعتبارالملک-عبدالله خان اسعدالدوله-لطفعلی خان معدل السلطنه
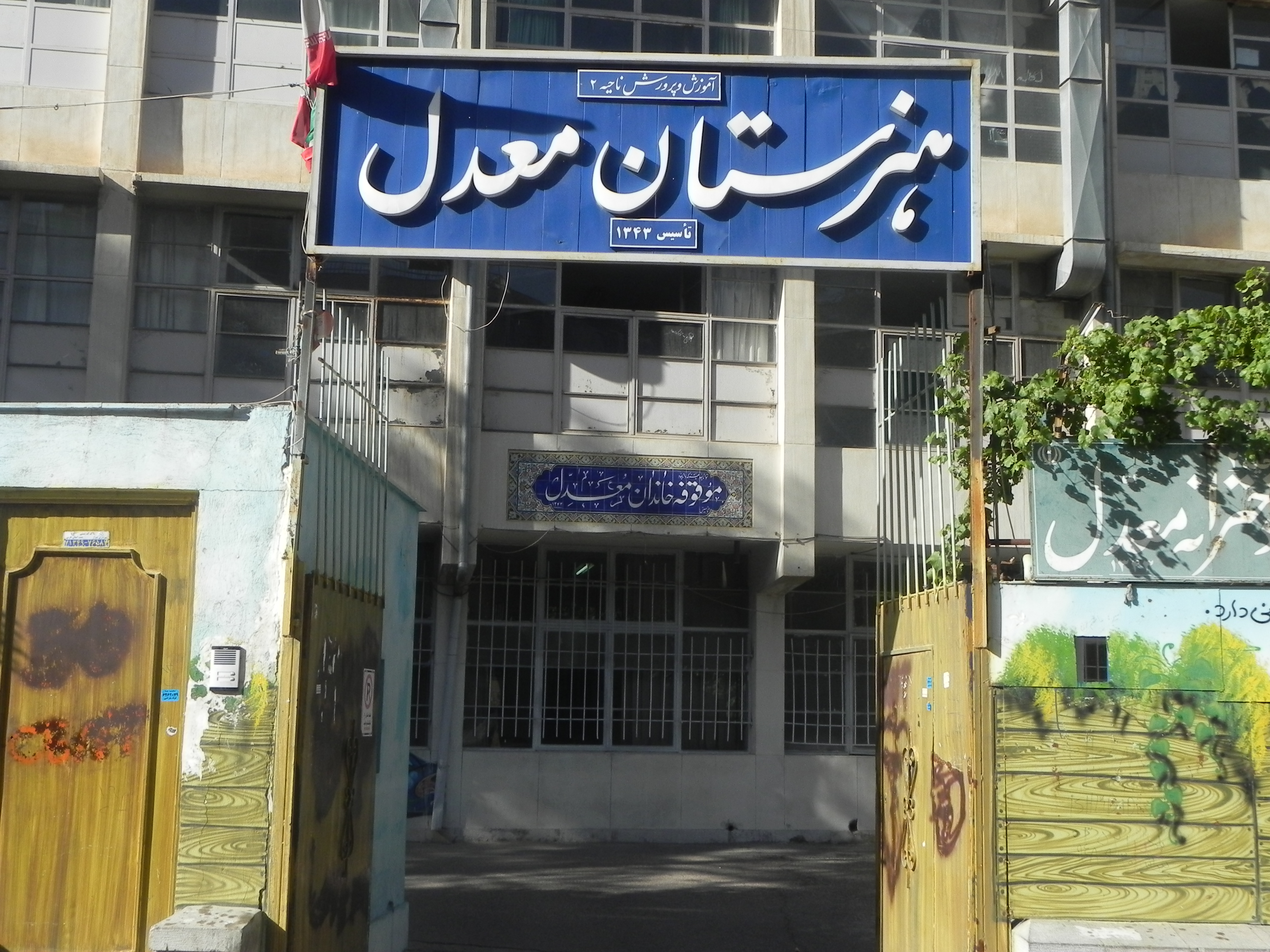
هنرستان معدل واقع در شیراز موقوفه لطفعلی خان معدل السلطنه
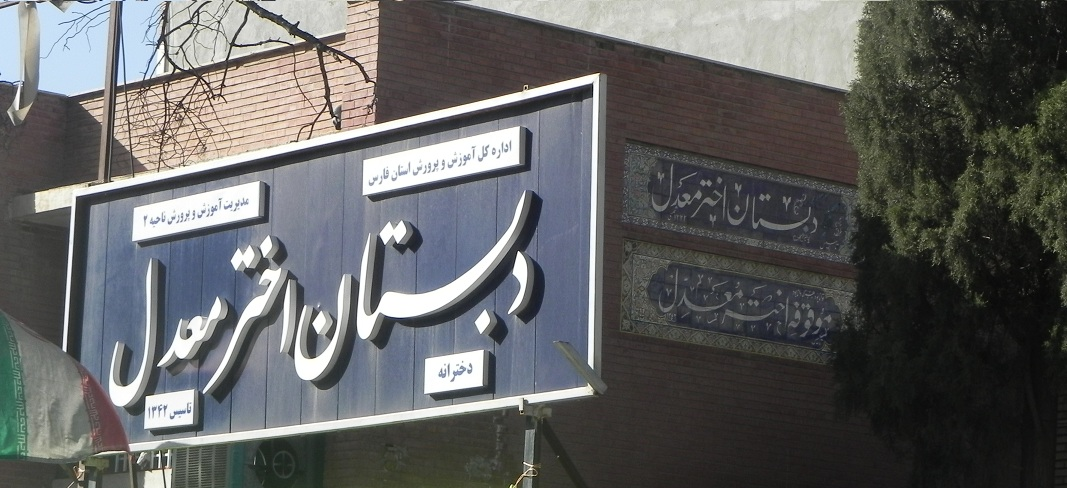
دبستان معدل واقع در شیراز موقوفه اخترالملوک معدل (خواهر لطفعلی خان)
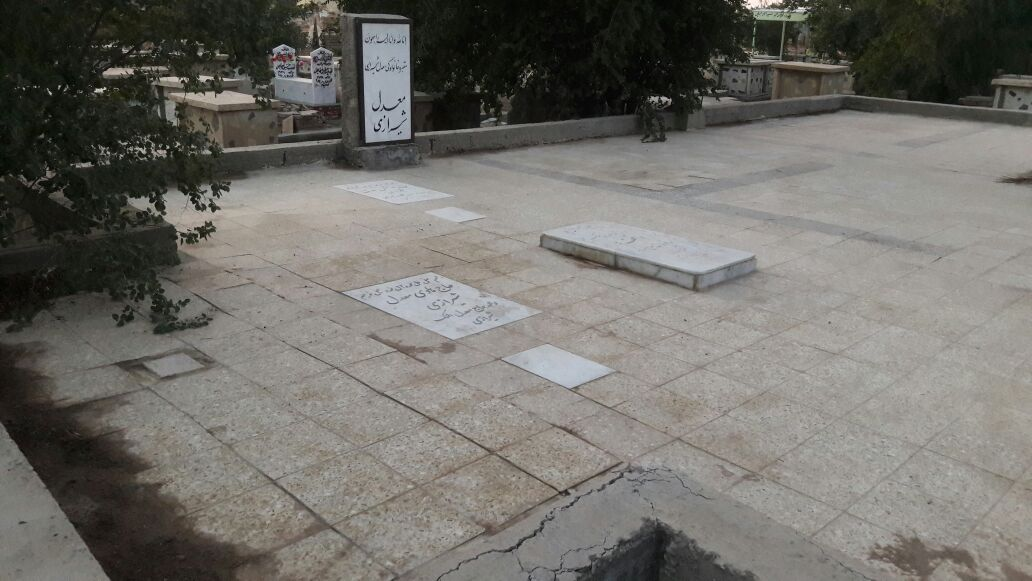
آرامگاه خانوادگی معدل در قبرستان وادی السلام نجف
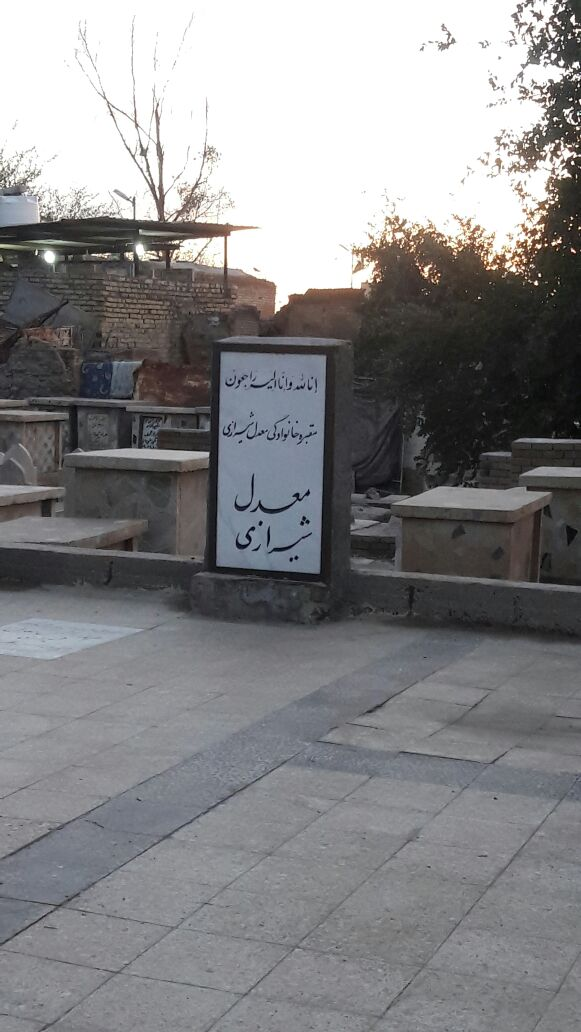
آرامگاه خانوادگی معدل در قبرستان وادی السلام نجف
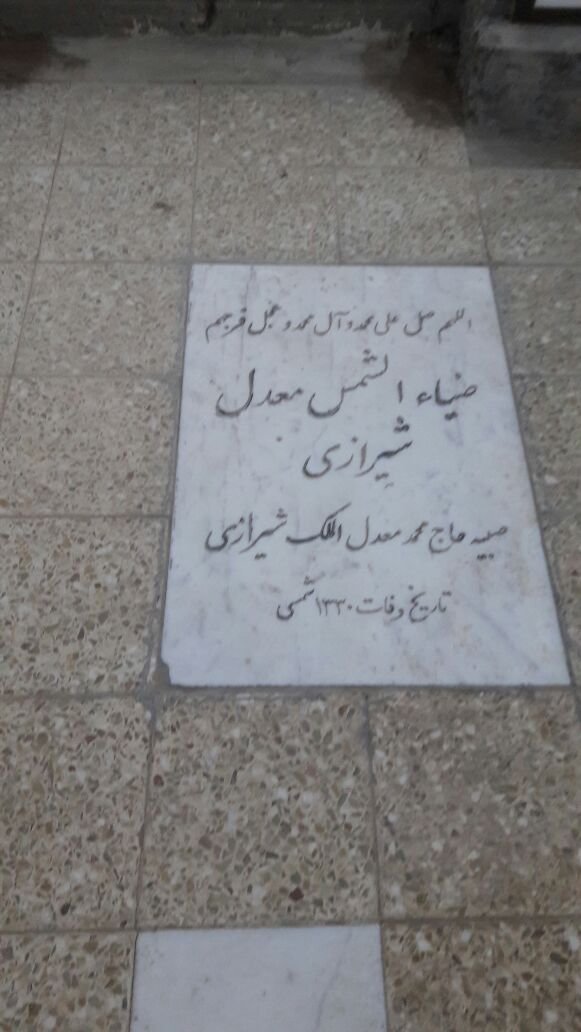
مقبره مرحومه ضیاء الشمس مادر لطفعلی خان در آرامگاه خانوادگی در قبرستان وادی السلام نجف